# Gelaagpark
Het Gelaagpark is een natuurgebied in de tot de Oost-Vlaamse gemeente Temse behorende plaats Steendorp.
Het Gelaagpark heeft een oppervlakte van 4 hectare. Het bestaat uit wilgen-berkenbos en er zijn drie vijvers die een goede waterkwaliteit bezitten. Er zijn veel amfibieën en waterplanten. In het gebied komt ook de gevlekte orchis voor. In het gebied komen het woudaapje en de kwak voor.
Het Gelaagpark is een broedgebied voor 52 vogelsoorten, waaronder ijsvogel, waterral en sperwer.